# Muc
Muc je priimek več znanih Slovencev:
- Darko Muc, veteran vojne za Slovenijo
- Dušan Muc (*1952), kostumograf, likovni pedagog, knjižni ilustrator